# Monedas conmemorativas Panamá-Pacífico

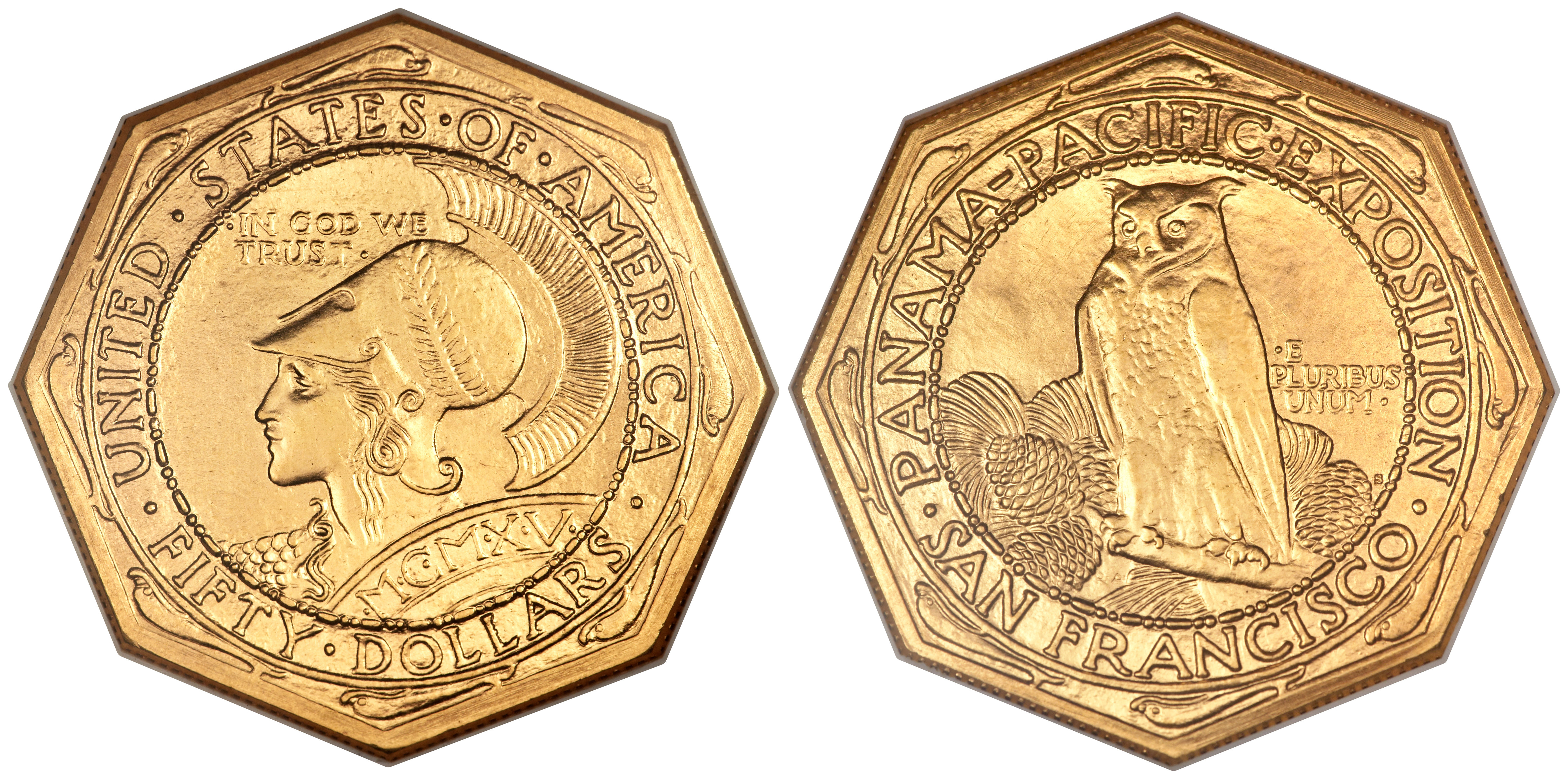
Moneda octagonal de 50 $ de Robert Ingersoll Aitken.

Las cinco monedas conmemorativas Panamá-Pacífico se produjeron en relación con la Exposición Internacional Panamá-Pacífico de 1915 en San Francisco. Acuñadas en la Casa de la Moneda de esa ciudad, la edición incluía piezas redondas y octogonales de 50 $. Con excepción de las monedas bullion modernas, estas dos piezas de oro son la denominación más alta jamás emitida y las monedas más grandes jamás acuñadas por la Casa de Moneda de los Estados Unidos. La pieza octagonal de 50 $ es la única moneda estadounidense emitida que no es redonda.
En enero de 1915, el Congreso aprobó una legislación por medio dólar de plata, así como un dólar de oro, un cuarto de águila —una pieza de 2,50 $— y dos piezas de 50 $: una redonda y una octagonal. La Casa de la Moneda ya había consultado a los artistas. El secretario del Tesoro, William G. McAdoo, inicialmente rechazó todos sus diseños. Dos de ellos, Robert I. Aitken por las piezas de 50 dólares y Charles Keck por el dólar de oro, perseveraron y se utilizaron sus presentaciones. El medio dólar y un cuarto de águila se diseñaron por el grabador jefe Charles E. Barber, posiblemente con la participación de su asistente George T. Morgan.
Las monedas se vendieron en la exposición por el destacado numismático Farran Zerbe. No se vendieron bien y muchas de cada denominación se devolvieron para fundirlas. Solo se distribuyeron unas pocas centenas de cada una de las piezas de 50 $, lo que las convierte en las monedas conmemorativas de menor acuñación. Se catalogan por hasta 200 000 $, dependiendo de la condición.

## Contexto

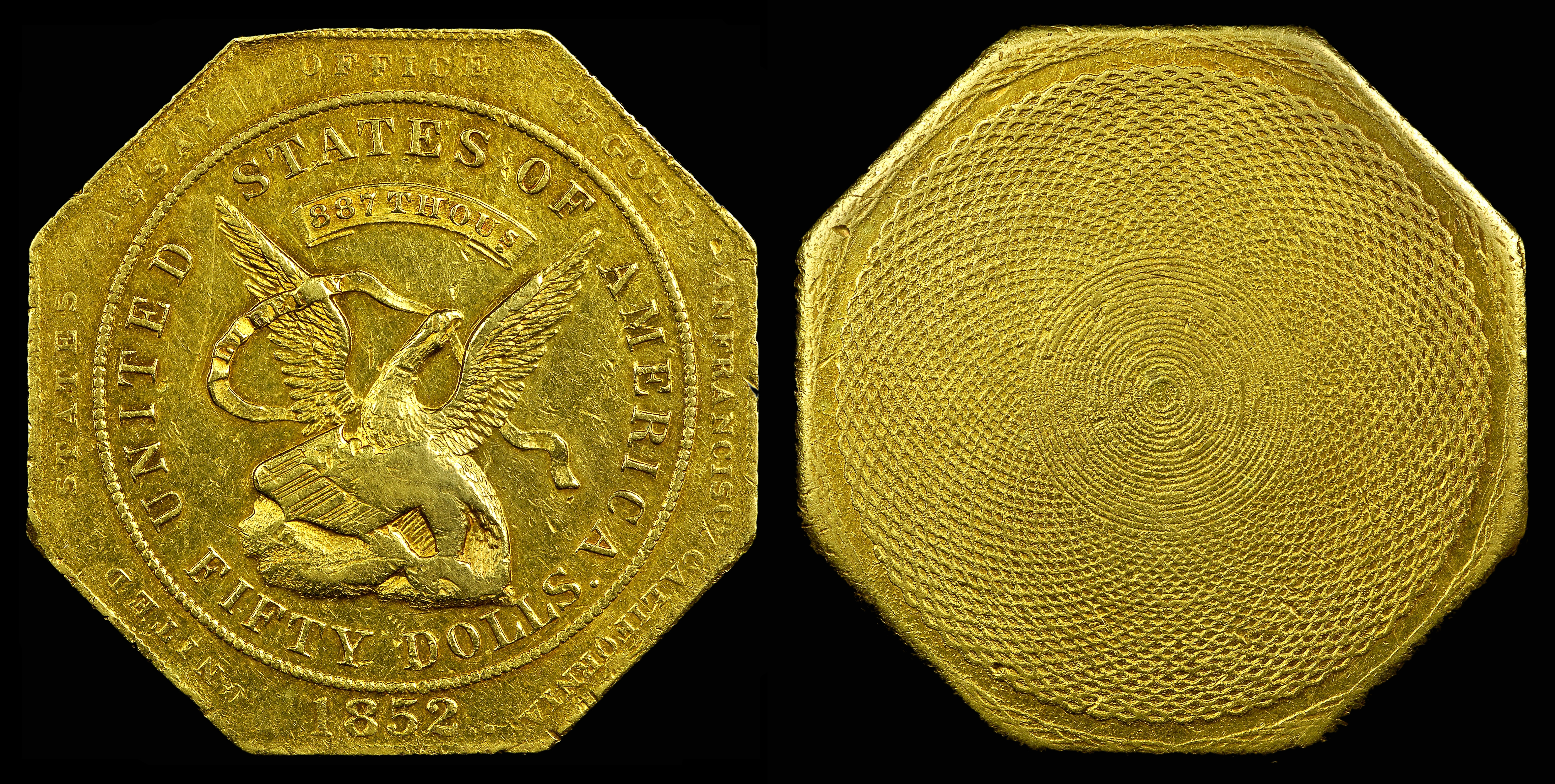
«Slug» de 50 $ producida por Augustus Humbert para la Oficina de Ensayos de San Francisco.

Las piezas de oro privadas, a veces denominadas «oro pionero», se acuñaron varias veces durante el siglo XIX a partir de lingotes de producción local en áreas donde las monedas federales eran escasas. Estas monedas no oficiales provienen de sitios que van desde Georgia hasta Oregón. Muchos, que varían en denominación de 25 centavos a 50 dólares, son reliquias de la fiebre del oro de California y sus secuelas. La denominación de cincuenta dólares se acuñó por mineros privados como Kellogg and Co. Las piezas privadas de 50 $ tenían una forma redonda, pero las acuñadas por Augustus Humbert para la Oficina de Ensayos de EE. UU. en San Francisco, antes del establecimiento de la Casa de Moneda de San Francisco en 1854, eran octogonales. Las piezas de Humbert no eran dinero en un sentido legal, ya que el Congreso no las había autorizado como moneda de curso legal y se consideraban oficialmente lingotes. Sin embargo, contenían todo su valor en oro. Con la denominación «cincuenta dólares», el público los llamaba «águilas quíntuples». Circulaban ampliamente en California y en otras partes del Far West, y se aceptaron a la par con las monedas de oro federales.
Todas estas piezas de 50 $, públicas o privadas, son muy raras y valiosas en la actualidad: una de las piezas octogonales de Humbert, fechada en 1851 y con un borde con letras, se vendió en una subasta en 2010 por 546 250 $. La única pieza de 50 dólares producida por la Oficina de la Casa de Moneda de los Estados Unidos antes de 1915 fue la media unión de 1877, producida experimentalmente en la Casa de la Moneda de Filadelfia, aunque no se aprobó como moneda en circulación.
En 1904, el comerciante de San Francisco Rueben Hale propuso una exposición en su ciudad natal para 1915, tanto para conmemorar la apertura del Canal de Panamá como para marcar el 400 aniversario de Vasco Núñez de Balboa convirtiéndose en el primer europeo conocido en ver el Océano Pacífico desde las Américas: en el fraseo actual, descubrió el Pacífico. Aunque el terremoto y el incendio de San Francisco de 1906 causaron un revés momentáneo a estos planes, en realidad provocaron una recaudación de fondos adicional. Muchos de los más ricos de California dieron apoyo financiero, el estado igualó las donaciones privadas dólar por dólar, y en 1911, el presidente William Howard Taft seleccionó a San Francisco sobre su competidor, Nueva Orleans, para albergar la feria.

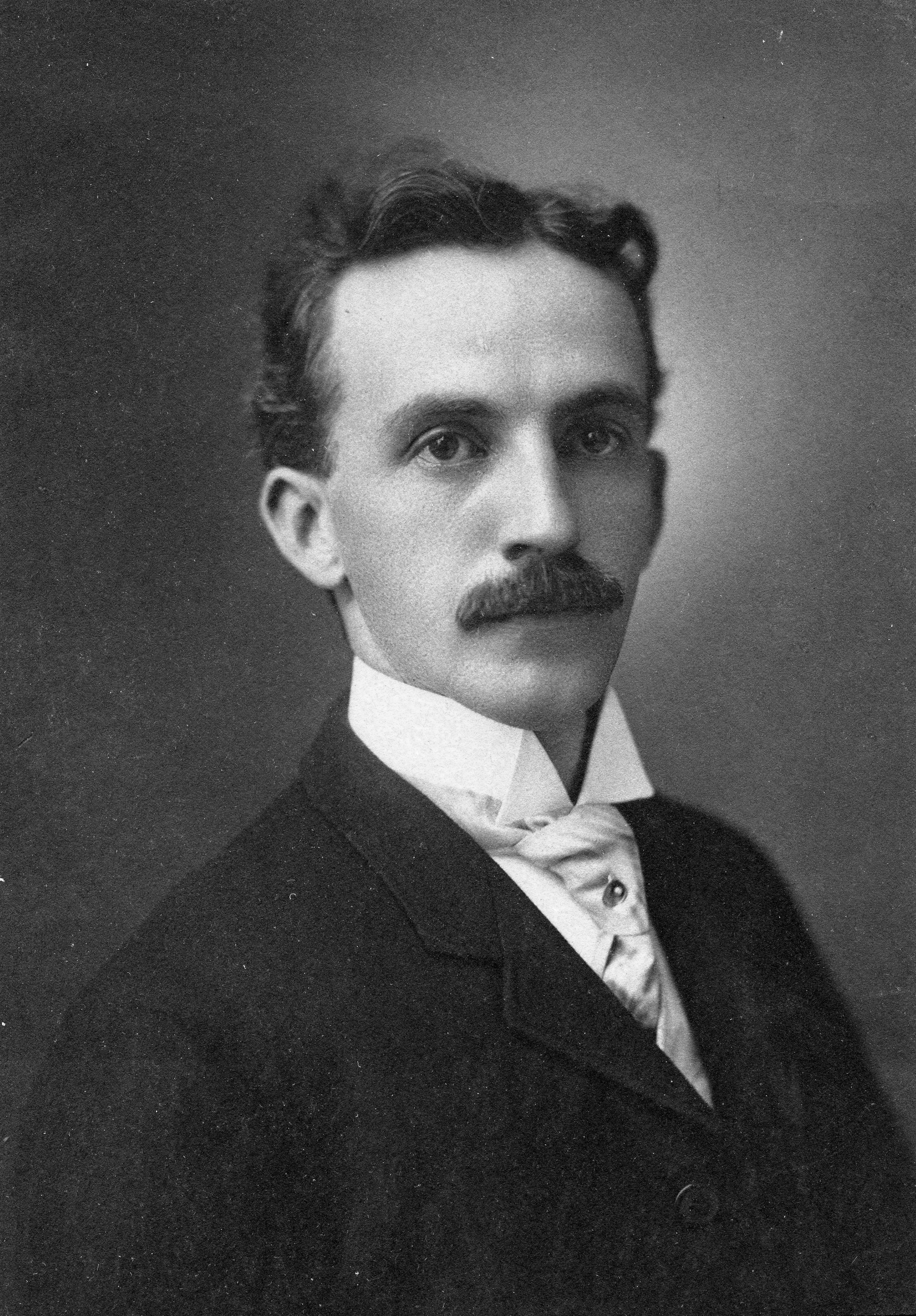
El numismático Farran Zerbe.

La Exposición Internacional Panamá-Pacífico, construida en San Francisco por el Golden Gate a un costo de 50 millones de dólares, estuvo abierta desde el 20 de febrero de 1915 hasta el 4 de diciembre de 1915. Asistieron unas 19 000 000 de personas, y la exposición fue un gran éxito, generando suficientes ganancias para construir el Auditorio Cívico de San Francisco con aproximadamente 1 millón $ restante. El Palacio de Bellas Artes es el único edificio de la feria que permanece en el sitio.
Las monedas conmemorativas no se vendieron al público por la Casa de la Moneda, como lo ha sido posteriormente. En cambio, la legislación de autorización de una conmemorativa designaría a un grupo u organización para comprar las monedas de la Casa de la Moneda a su valor nominal y venderlas al público para recaudar fondos. Entre los que habían impulsado una legislación conmemorativa en el pasado y habían estado involucrados en la venta de las monedas resultantes, estaba Farran Zerbe, un coleccionista y promotor numismático que en 1914 se había desempeñado como presidente de la Asociación Numismática Estadounidense. Zerbe era una figura controvertida —algunos pensaban que las monedas con las que había estado involucrado se habían vendido a precios inflados—, pero ayudó a promover el pasatiempo con su exhibición, «Money of the World», que luego se convirtió en parte del Chase Manhattan Money Museum.

## Legislación

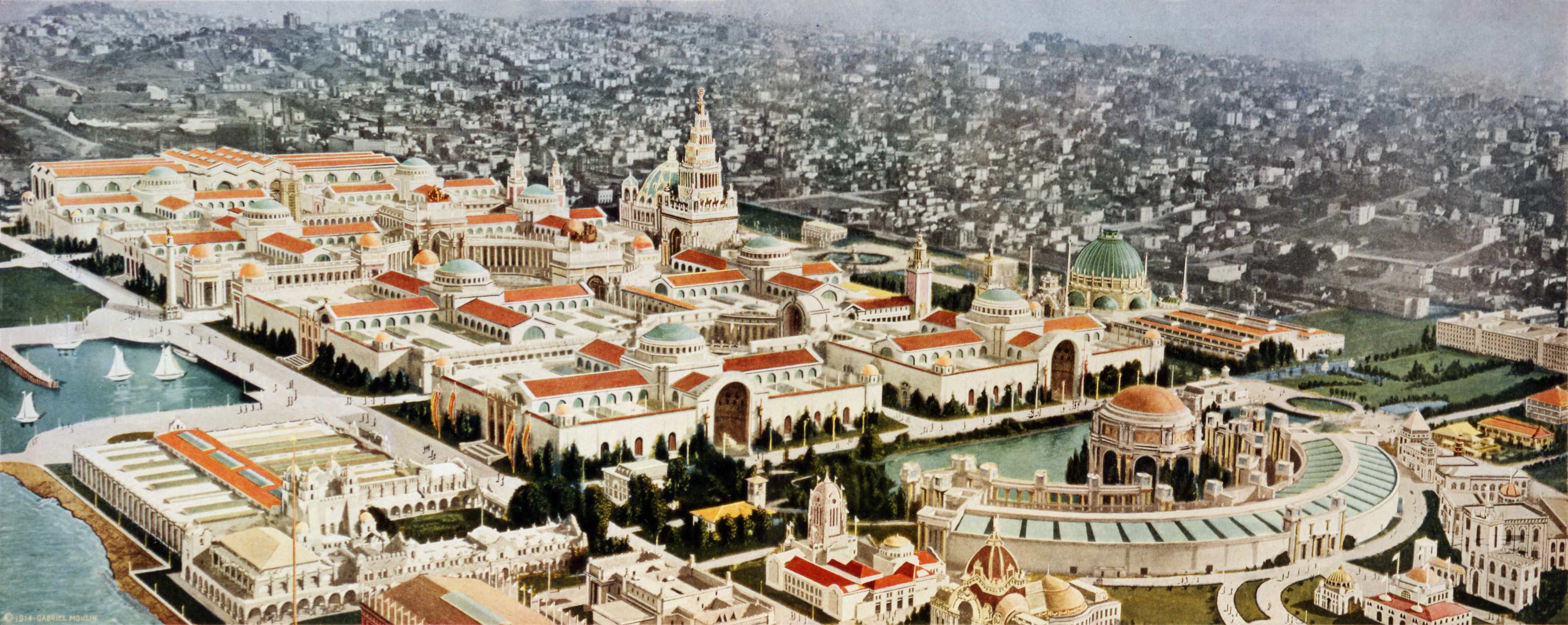
Vista aérea de la Exposición Internacional Panamá-Pacífico.

A mediados de 1914 se habían presentado varias propuestas de monedas conmemorativas, aunque la Casa de la Moneda no había emitido ninguna desde 1905. Alguien, patrocinado por el senador Elihu Root de Nueva York, pedía un cuarto de dólar conmemorativo para marcar un siglo de paz, además de la apertura del Canal de Panamá. Se introdujeron dos proyectos de ley que pedían monedas para conmemorar y beneficiar la Exposición Panamá-Pacífico; se presentó H.R. 16902 por el congresista de California Julius Kahn el 3 de junio de 1914. Se presentó el proyecto de ley del Senado (S.) 6309 en ese organismo por el senador de Nueva Jersey James E. Martine el 6 de julio. Este proyecto de ley requería dos piezas de 50 $ —una redonda y una octagonal—, un cuarto de águila o 2.50$ en oro, un dólar de oro conmemorativo y medio dólar. Las piezas octogonales estaban destinadas a recordar las monedas no oficiales de 50 $ acuñadas durante la fiebre del oro.
El proyecto de ley de Martine se aprobó por el Senado el 3 de agosto, habiendo sido aprobado por la Comisión de Exposiciones Industriales, al que había sido remitido. La única objeción fue de procedimiento, por Reed Smoot de Utah: que el proyecto de ley debería haber sido remitido y aprobado por el Comité Senatorial de Banca y Moneda, o su Comité de Finanzas. Ni Smoot ni ningún otro senador se opusieron al proyecto de ley en sí, que Martine indicó que tenía el apoyo del secretario del Tesoro, William G. McAdoo. La S. 6309 se envió al día siguiente a la Cámara de Representantes, donde se remitió a la Comisión de Monedas, Pesos y Medidas. Surgió de ese comité el 1 de septiembre de 1914, con varias enmiendas, una de las cuales aumentó la acuñación autorizada combinada de las dos piezas de 50 $ de 2 000 a 3 000. S. 6309 se consideró brevemente por la Cámara de Representantes el 4 de enero de 1915 y aprobada después de que Kahn propusiera con éxito una enmienda menor para tachar el signo de dólar de la frase «monedas de plata de 50 centavos de dólar cada una». El Senado estuvo de acuerdo con las enmiendas de la Cámara dos días después, aprobando el proyecto de ley sin cuestionar, cambiar u oposición, y el presidente Woodrow Wilson convirtió en ley el 16 de enero.

## Preparación
Una vez que se presentó el proyecto de ley de Kahn en la Cámara, el director de la Casa de la Moneda, George E. Roberts, comenzó a hacer arreglos informales para prepararse para la edición conmemorativa. El proyecto de ley requería cuatro diseños diferentes —las dos piezas de 50 $ diferirían principalmente en forma—, además de una medalla conmemorativa para ser vendida a los asistentes de la feria, con una medalla como premio para ser entregada a los expositores premiados. Todas estas piezas iban a ser impresas por el Bureau of the Mint, y Roberts pidió a la Comisión de Bellas Artes que recomendara artistas. Entre los recomendados estaban Adolph A. Weinman —quien diseñaría la moneda de diez centavos de Mercury y el medio dólar de Walking Liberty en 1916—, y Bela L.Pratt —creador de la moneda de 1908 «Indian Head gold pieces»—. Otros incluyeron a los escultores Evelyn Longman, Robert I. Aitken, Charles Keck y Paul Manship.
Roberts escribió a varios de los escultores y encontró a Aitken interesado en crear las piezas de 50 dólares. Las tentativas negociaciones del director de la Casa de la Moneda con Aitken por las grandes monedas de oro y con el diseñador de níquel de Buffalo, James Earl Fraser para la medalla del premio terminó cuando Roberts renunció en noviembre para aceptar un trabajo bancario; McAdoo nombró al Dr. Frederic Dewey como director interino de la Casa de la Moneda. Dewey y McAdoo hicieron poco con respecto a las monedas Panamá-Pacífico hasta que el Congreso comenzó a aprobar la legislación que la autorizaba a principios de enero de 1915. Una vez que pasó ambas cámaras, y estaba esperando la firma de Wilson, Dewey organizó una reunión en Nueva York con Aitken, Keck, Longman y Manship. La ley de autorización requería que la Casa de la Moneda comenzara a entregar monedas antes de la fecha de apertura de la feria, el 20 de febrero de 1915, y aunque esto resultó poco práctico, la Casa de la Moneda actuó con rapidez. McAdoo aprobó las opciones de Aitken por las piezas de 50 $, Longman por el águila de un cuarto, Keck por el dólar y Manship por el medio dólar el 21 de enero. Los cuatro artistas ya estaban trabajando, y Aitken respondió a la notificación de su contratación presentando diseños, que eran similares a las monedas actuales.
Para el 29 de enero, los cuatro artistas habían presentado moldes de bronce de sus propuestas. Dewey los remitió a McAdoo, quien solicitó el consejo de la Comisión de Bellas Artes —a la que le agradaron—, a su secretario adjunto, William Malburn —a quien no le gustaron—, y al grabador jefe Charles E. Barber y a otros en la Casa de la Moneda de Filadelfia —que ofrecieron sugerencias—. McAdoo había pedido que la Casa de la Moneda preparara diseños alternativos para todas las monedas, y Barber lo hizo, comenzando con el medio dólar. Los rechazos a los cuatro artistas externos se enviaron el 5 de febrero con la firma de McAdoo. Las razones de esto son inciertas, ya que los rechazos son escuetos —Anthony Swiatek y Walter Breen, en su volumen sobre conmemoraciones, afirman que la oposición de Malburn fue decisiva.
Los cuatro artistas externos protestaron. Las objeciones de Manship fueron en vano; McAdoo seleccionó el diseño enviado por Barber para el medio dólar. Longman  le pidió al gobierno que explicara las razones del rechazo, presentó nuevos diseños y vino a Washington para discutir el asunto. Según una carta escrita por Dewey unos meses después, Longman cayó enferma en la capital y ya no pudo participar en el diseño de la moneda conmemorativa, sin embargo, el historiador de monedas Roger Burdette pensó que era bastante extraña esta explicación. Barber fue seleccionado para diseñar el cuarto de águila. Tanto Atiken como Keck se opusieron a la Comisión de Bellas Artes y a McAdoo; Keck también presentó diseños adicionales. Ambos hombres se reunieron con McAdoo, Malburn y Dewey en Washington, y acordaron cambios en los diseños propuestos. Una vez hecho esto, las piezas de 50 $ y 1 $ se aprobaron el 6 de marzo de 1915. El medio dólar se aprobó dos días después. Barber presentó sus diseños para el cuarto de águila el 16 de marzo. Se recibieron con entusiasmo en el Departamento del Tesoro y se aprobaron.

## Diseños

### Medio dólar y cuarto de águila de Barber

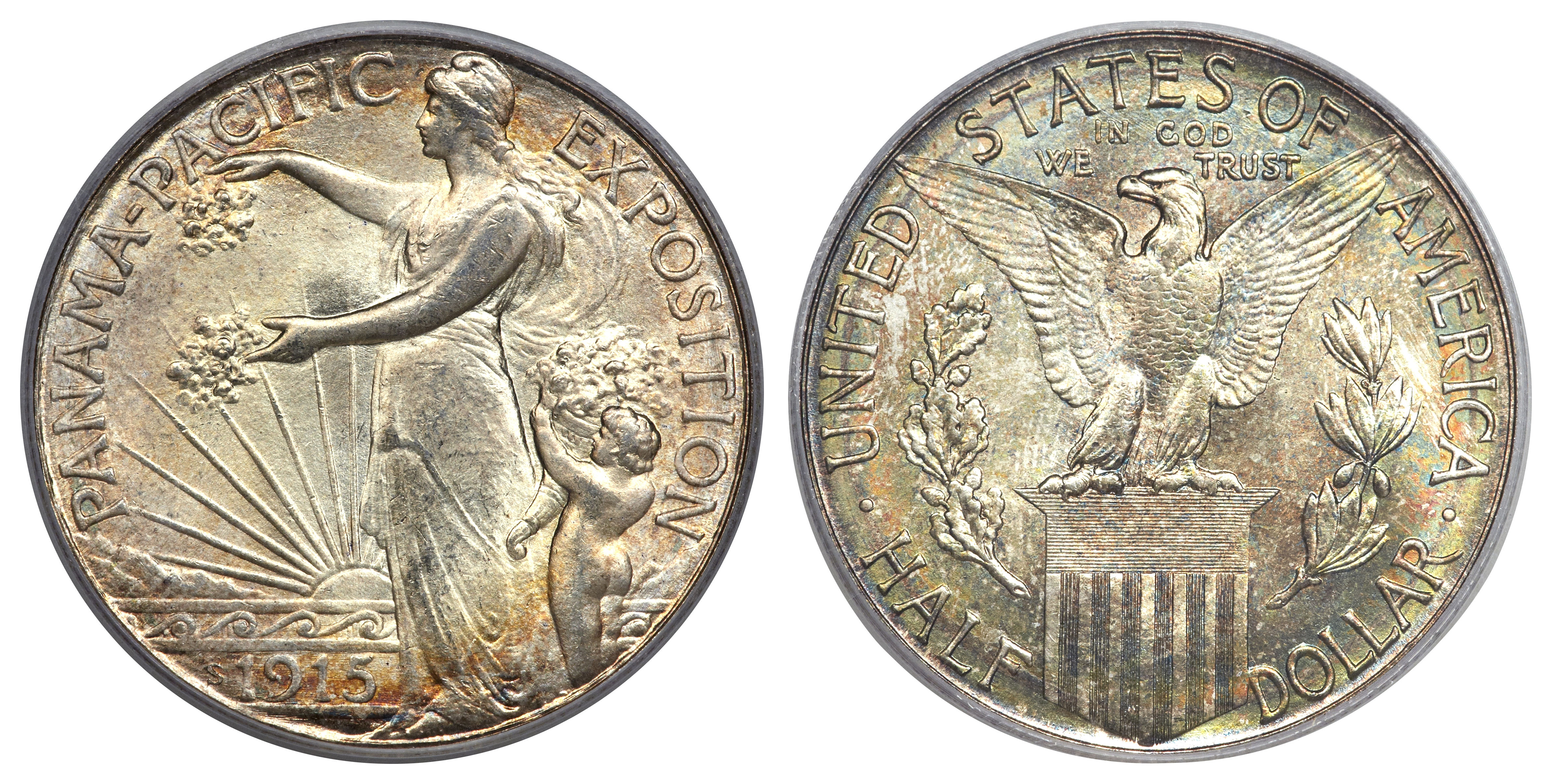
El medio dólar del Panamá-Pacífico.

No se sabe hasta qué punto debe acreditarse al grabador asistente de la Casa de la Moneda —más tarde, el grabador jefe— George T. Morgan por su trabajo en el medio dólar y el águila; los funcionarios y empleados de la Casa de la Moneda no fueron consistentes en este punto. La subdirectora Mary M. O'Reilly dijo en 1936 que los registros de la oficina indicaban que Barber era el diseñador. Más tarde, ese mismo año, envió una declaración de un empleado anónimo de la Casa de la Moneda de Filadelfia que indica que, por la naturaleza misma de la larga asociación de Barber y Morgan —Morgan fue asistente de Barber durante 37 años—, los dos grabadores habrían conferenciado con frecuencia, y que la técnica de Morgan es «muy evidente en ambas caras de ambas de las monedas». El empleado concluyó que «en mi opinión, no se puede equivocar al acreditar a ambos hombres la ejecución de estas dos monedas. Estoy seguro de que esto es correcto». Q. David Bowers, en su libro sobre conmemoraciones, menciona la disputa, acredita a Barber en los anversos de ambas monedas y da crédito a ambos hombres en el reverso del medio dólar. Afirma que Morgan creó el reverso del cuarto de águila.
El anverso del medio dólar representa a la libertad, que esparce frutas y flores de una cornucopia sostenida por un niño pequeño y desnudo. Detrás de ellos, el sol se pone más allá del Golden Gate de San Francisco, todavía sin su puente.  Tom La Marre, en su artículo de 1987 sobre el problema Panamá-Pacífico, señaló que los mineros consideraban el Golden Gate como un signo de buena suerte y sugirió que podría haber sido mejor representarlo en una moneda de oro. La cornucopia, según Burdette, demuestra el avance en el comercio traído por el canal, aunque el Informe de 1915 del Director de la Casa de Moneda afirma que «significa los recursos ilimitados de Occidente». El anverso se basa en el trabajo anterior de Barber, especialmente sus medallas para la Comisión de Ensayo anual. Una representación de olas se encuentra entre el sol y la fecha, representando los temas marítimos de la exposición. La marca de ceca de San Francisco, S, está a la izquierda de la fecha. El reverso muestra un águila sobre un escudo de la Unión, flanqueada por ramas de olivo, que simboliza la paz, algo que a Swiatek y Breen les pareció irónico dada la emisión de la moneda durante la Primera Guerra Mundial, y el roble, esta última elección que no pudieron explicar. El informe del Director de la Casa de la Moneda de 1915 consideró a la rama de roble como un «emblema de fuerza». Burdette señala que el diseño original de Barber flanqueaba el escudo con dos delfines, que representaban los dos océanos unidos por el canal, en lugar de ramas, y especula: «McAdoo no entendió la alegoría, no le gustó o simplemente no le gustaron los mamíferos acuáticos en monedas». McAdoo también pudo haber estado sufriendo de un exceso de delfines, ya que el dólar y las piezas octogonales de 50 dólares también los tenían: los del medio dólar se retiraron y se reemplazaron por las ramas.
El historiador de arte Cornelius Vermeule consideró el anverso del medio dólar «un punto intermedio entre los diseños de las piezas de plata francesas a principios del nuevo siglo y 'Walking Liberty' de AA Weinman por medio dólar». La moneda de cincuenta centavos lleva el lema «In God we trust», al igual que las piezas de 50 dólares, las primeras monedas conmemorativas en exhibirlo. Ese lema se usó por primera vez en las monedas estadounidenses en 1864. En el siglo XIX, no era obligatorio que se usara el lema, pero, sin embargo, apareció en la mayoría de las denominaciones de monedas estadounidenses a principios del siglo XX. En 1907 y 1908, hubo muchas objeciones a la omisión del lema en las monedas de diez dólares y veinte dólares diseñadas por Augustus Saint-Gaudens. En respuesta a la protesta pública, el Congreso aprobó en 1908 una ley que exigía su presencia en cualquier moneda en circulación que la hubiera portado anteriormente, como lo habían hecho ambas piezas de oro hasta 1907. La redacción de las piezas Panamá-Pacífico se dejó a discreción del Secretario de Hacienda, pero los funcionarios pudieron haber recordado la pelea. Swiatek y Breen sugirieron que aquellos involucrados en la creación o aprobación del diseño pudieron haberse movido para evitar la controversia.

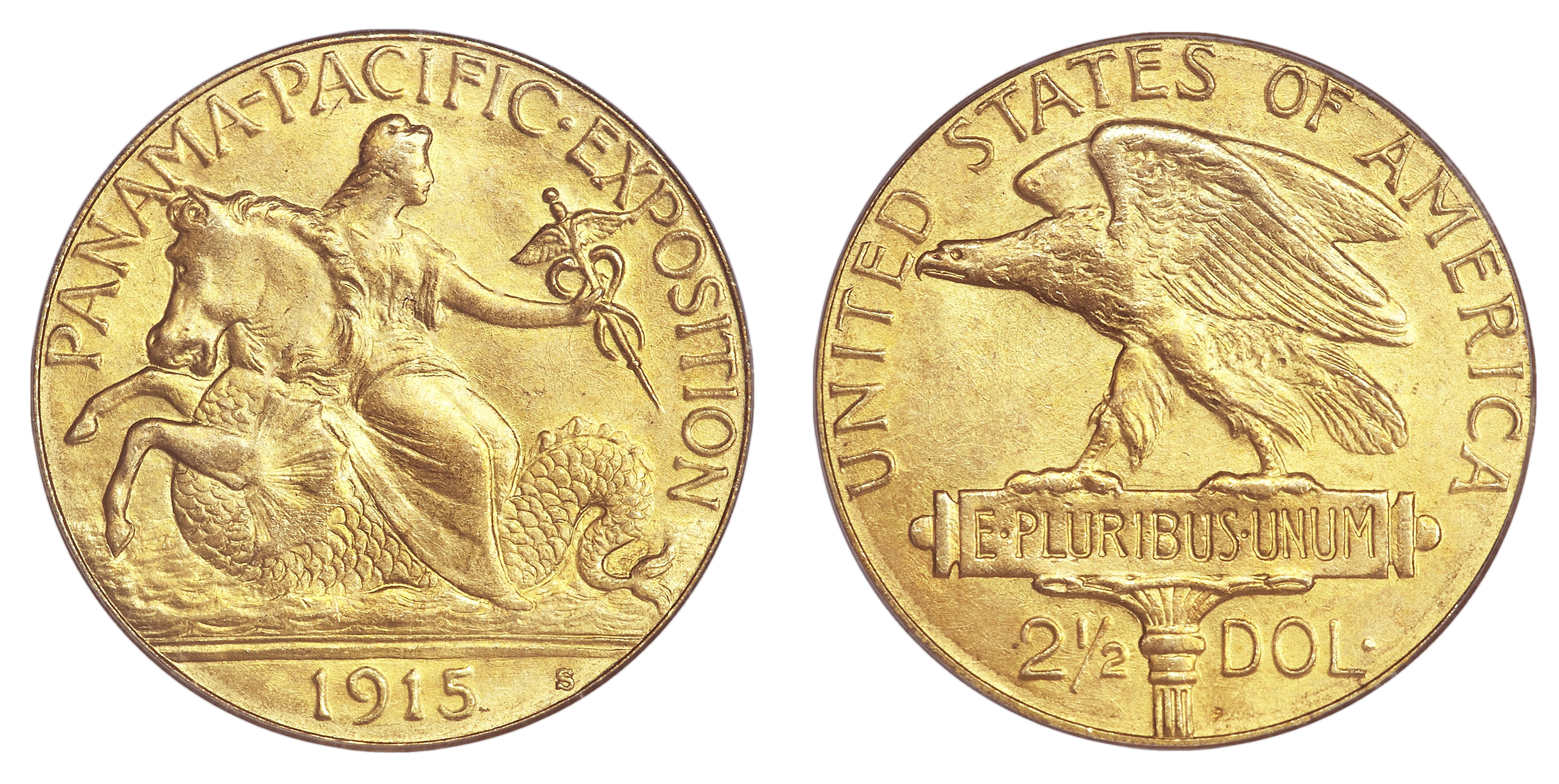
El cuarto de águila.

El cuarto de águila de Barber —la primera de esa denominación emitida como conmemorativa— representa, según el informe del director de la Casa de la Moneda, «Columbia, en representación de los Estados Unidos, sentada sobre el mítico caballito de mar —un hipocampo—, cabalgando por aguas del canal, con el caduceo en la mano, el emblema del comercio, invitando a las naciones del mundo a utilizar el nuevo camino de océano a océano. Reverso: Águila americana, descansando sobre un estandarte con el lema E Pluribus Unum». La marca de ceca está en el anverso, a la derecha de la fecha. Swiatek y Breen sugirieron que el caduceo —en el uso moderno un símbolo de la medicina— «representa los avances médicos de la exitosa campaña del coronel William C. Gorgas» para controlar la malaria y la fiebre amarilla en el sitio del canal. Escribieron que en el reverso, «el águila desafiante probablemente alude a la necesidad de mantener abierto el Canal durante la Primera Guerra Mundial; toda la composición está destinada a sugerir un estandarte legionario romano, que era un poste coronado por algún dispositivo de este tipo».
El anverso del cuarto de águila, opinó Vermeule, se deriva de monedas de la antigua Grecia que representan una «Nereida, tal vez Tetis, que lleva el escudo de Aquiles a horcajadas sobre un hipocampo». Sugirió que el anverso de un cuarto de águila «pudo ser la respuesta de Barber al clamor de Theodore Roosevelt y Augustus Saint-Gaudens por monedas modernas a la manera griega». El reverso de medio dólar, junto con el del cuarto de águila, «son sinfonías clásicas de diseños antiguos, motivos que se remontan a las águilas y escudos de —los predecesores de Charles Barber como grabador jefe— Longacre y William Barber revisados en forma moderna».

### Dólar y piezas de 50$
El anverso de Keck para el dólar era uno de los diseños alternativos presentados a McAdoo, que representaba la cabeza sin adornos y con gorro de un trabajador de la construcción del Canal de Panamá. El concepto original de Keck presentaba a Poseidón, dios del mar en la mitología griega. El trabajador, que representa la mano de obra necesaria para construir el canal, a veces se confunde con un jugador de béisbol. El reverso de Keck contiene las palabras «Exposición Panamá-Pacífico», «San Francisco», la denominación de la moneda, y dos delfines, que simbolizan la unión de los océanos Atlántico y Pacífico por el canal. La marca de la ceca está debajo de las letras D y O en «Dólar».
Vermeule llamó al dólar de Keck «un uso novedoso y atrevido del área limitada que ofrece una moneda tan pequeña y delgada. En comparación con los primeros dólares de oro, la moneda es una obra de arte». El numismático Arlie Slabaugh, en su volumen sobre conmemorativas, señaló que el dólar Panamá-Pacífico «presenta un diseño americano audaz, completamente diferente de los estilos clásicos usados en las otras denominaciones».
Aitken explicó su diseño para las piezas de 50 $:

Con el fin de expresar mi diseño el hecho de que esta moneda se acuñó para conmemorar la Exposición Panamá-Pacífico, y como la exposición representa todo lo que la sabiduría y la industria han producido, he utilizado como motivo central del anverso, la cabeza de la diosa virgen Minerva. Ella es la diosa de la sabiduría, de la habilidad, de la contemplación... Además, ocupa un lugar destacado en el sello del Estado de California, el uso de los delfines en la moneda octagonal hace mucho para agregar a su encanto, además de expresar la ruta fluvial ininterrumpida que hace posible el canal. En el reverso utilizo el búho, el pájaro sagrado para Minerva, también el símbolo de la sabiduría... Con estos simples símbolos, todos llenos de belleza en sí mismos, siento que he expresado el significado más amplio de la exposición, su atractivo para el intelecto.

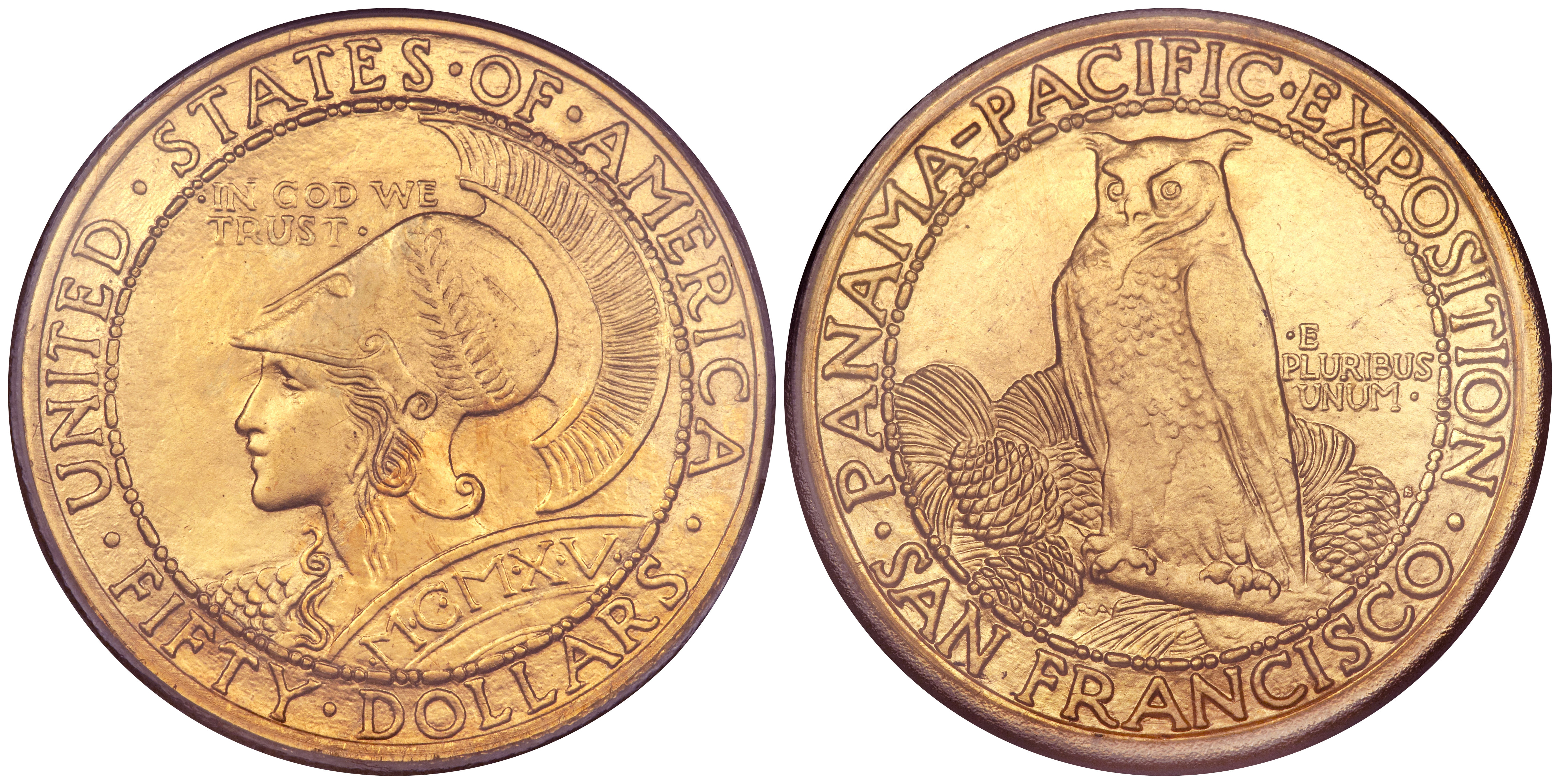
Moneda de 50 $ de Robert Aitken.

La diosa usa un casco con cresta, ya que su equivalente griego, Atenea, se representaba comúnmente en monedas antiguas. Lleva una cota de malla, lo que Swiatek y Breen encontraron un extraño anacronismo. Lleva en su escudo los números romanos MCMXV para el año 1915, el segundo uso de números romanos en monedas estadounidenses después de los primeras monedas de águila bicéfala de Saint-Gaudens de 1907. Aunque Aitken había expresado originalmente la fecha como «1915» en sus bocetos originales, pronto cambió de opinión: «Como estos diseños no se utilizarán en ningún otro año, no habrá necesidad de cambiar el año, como debemos hacer en otras monedas».
Kevin Flynn, en su libro sobre monedas conmemorativas, describió la rama en la que se posa el búho como la de un pino ponderosa; varias piñas son visibles. El diseño de la pieza octogonal es más pequeño que el de la redonda, para dejar espacio al borde con los delfines. La marca de la ceca está en el reverso, adyacente a la piña de pino más a la derecha y directamente encima de la «O» en «San Francisco».
El diseño de 50 $ recibió críticas contemporáneas; algunos sugirieron que la presencia de los delfines en la moneda octagonal implicaba que el canal había sido construido para la conveniencia de los cetáceos. Un artículo de 1916 en el American Journal of Numismatics contenía la conclusión de que «las críticas que se escuchan a menudo de que 'no hay nada estadounidense en la moneda excepto la inscripción' están plenamente justificadas». Swiatek y Breen descartaron las críticas como «numerosas y en su mayoría irrelevantes, basadas en una total mala interpretación de la iconografía. McAdoo comenzó con afirmaciones estúpidas de que Atenea no significaba nada en una moneda estadounidense a menos que pudiera identificarse con la libertad, y que la lechuza de Atenea nunca significaría nada para todos nosotros». Vermeule consideró las monedas de 50 $ un «tour de force, fechado sin duda, pero lo suficientemente inusual en todos los aspectos como para ser digno de lo que el arte numismático estadounidense podría lograr». Posteriormente, la grabadora jefa Elizabeth Jones dijo que las monedas de 50 dólares estaban «estilísticamente en sintonía con el período y que tenían considerables méritos artísticos». Jeff Garrett y Ron Guth, en su libro sobre monedas de oro de Estados Unidos, consideraron las piezas de 50 dólares Panamá-Pacífico como «una de las emisiones más impresionantes jamás producidas por el gobierno de Estados Unidos».

## Producción y distribución

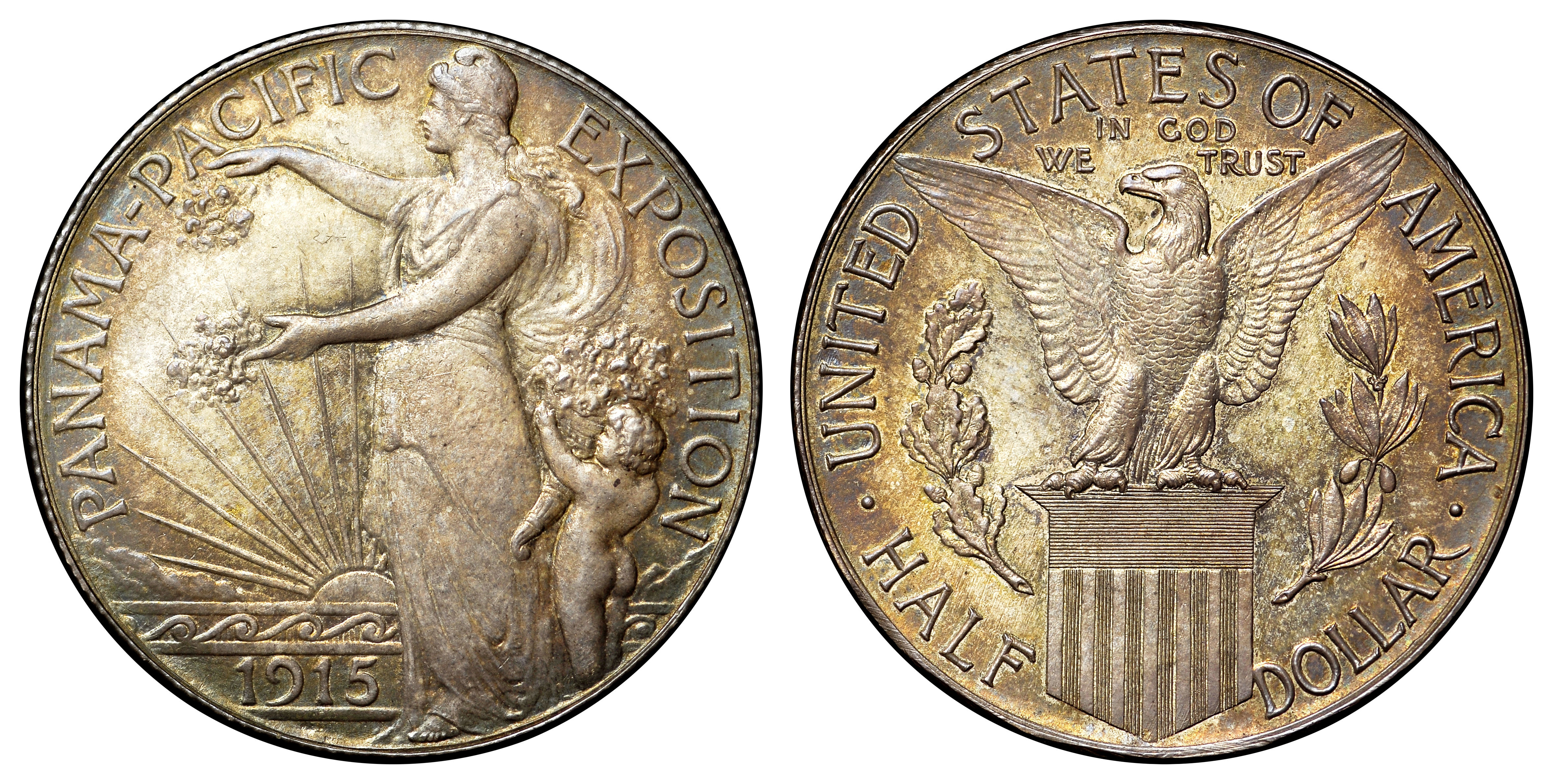
Moneda experimental del medio dólar, sin la marca de ceca «S».

Una vez aprobados los diseños, los artistas prepararon moldes de bronce para enviarlos a la Compañía de Arte Medalico de Nueva York. Allí se harían hubs que la Casa de Moneda de los Estados Unidos podría usar para producir moldes de monedas, ya que la compañía podría hacerlo más rápido que la Casa de Moneda. Las emisiones de Panamá-Pacífico son las primeras monedas americanas que se sabe que han sido producidas a partir de hubs proporcionados por una empresa privada -la Medallic Art Company preparó hubs para el níquel de Búfalo de 1913, pero no se sabe si se utilizaron. Los hubs de Panamá-Pacífico se enviaron a la Casa de la Moneda de Filadelfia, donde el Departamento de Grabado, dirigido por Barber, produciría los cuños necesarios. Aunque el estatuto de autorización exigía que las monedas se acuñaran en San Francisco, todos los cuños de las monedas en ese momento se produjeron por Barber y sus ayudantes en Filadelfia.
En abril, Robert W. Woolley fue comisionado como Director de la Casa de Moneda, y aprobó muestras del dólar de oro, el primero se terminó el 22 de abril. Luego viajó a San Francisco, y allí estaba cuando llegaron los troqueles para el dólar el 27 de abril. Cuando el acuñador de la Casa de Moneda de San Francisco los examinó, resultó que carecían de la marca de ceca «S», habitual en las monedas producidas allí. Woolley no estaba seguro de si esto era intencional, y el día 29 envió un telegrama al superintendente de la Casa de la Moneda de Filadelfia, Adam M. Joyce. Al enterarse de que era intencional, Joyce razonó que como toda la acuñación de este, el primer número conmemorativo que se produciría fuera de Filadelfia, se produciría en San Francisco, no había necesidad de usar una marca de ceca, Woolley ordenó que los troqueles en San Francisco y en tránsito se devolvieran a Filadelfia, y que produjeran nuevos con la marca de ceca. Woolley creía que la gente asumiría que las monedas se acuñaron en Filadelfia, que entonces no usaba una marca de ceca. Burdette señala que la Casa de Moneda de San Francisco era una fuente de orgullo local y la omisión de la marca de ceca probablemente habría llevado a una protesta generalizada, y posiblemente a dos variedades de cada una de las nuevas monedas: con marca de ceca y sin. Se enviaron nuevos troqueles en dólares desde Filadelfia el 3 de mayo, y por medio dólar al día siguiente. Los troqueles de 50 dólares siguieron el 14 de mayo y para el cuarto de águila el 27 de mayo.

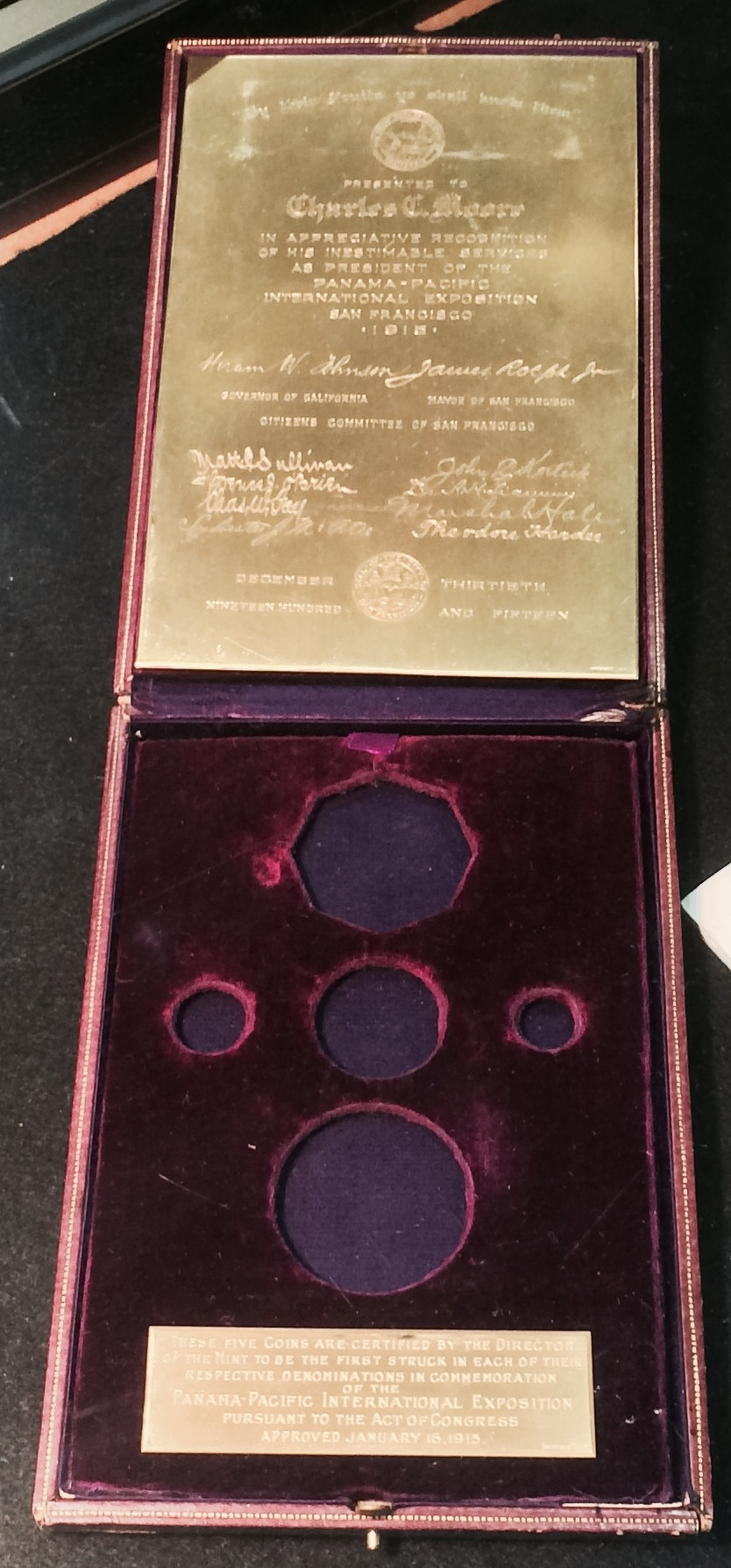
Caja especial en la que se colocaron las monedas entregadas al presidente de la exposición, Charles Moore.

La moneda conmemorativa de 50 dólares contiene 2.4286 onzas troy de oro. El diámetro del círculo es de 43 mm y la octágonal es de 44,9 mm. Las piezas de 50 dólares eran las monedas estadounidenses emitidas más grandes y pesadas hasta ser superadas en 2010 por las America the Beautiful Silver Bullion Coins. La pieza octogonal de 50 $ es la única moneda estadounidense que no es redonda. Las instalaciones de la Casa de Moneda de San Francisco eran inadecuadas para acuñar monedas tan grandes como las de 50 dólares, y se envió una prensa hidráulica para medallas desde Filadelfia. Esta prensa se operó ceremoniosamente en esa ceca el 15 de junio de 1915 para el golpe inicial de piezas octagonales de 50 $; el primero por el superintendente de la Casa de Moneda de San Francisco T.W.H Shanahan, para su presentación al presidente de la exposición, Charles C. Moore. Las siguientes nueve se acuñaron por otros dignatarios, incluido el congresista Kahn. A cualquier otra persona presente con el precio de 100 $ por moneda se le permitió acuñar su propia pieza, y al menos tres personas, incluida la esposa de Dewey y el administrador de correos local, lo hicieron.
La Compañía de Exposiciones Panamá-Pacífico contrató a Farran Zerbe para vender las nuevas monedas en la feria. A pesar de las disposiciones de la ley que exigían la entrega de monedas antes de la inauguración de la feria, los únicos productos gubernamentales que Zerbe tenía que vender inicialmente en su exhibición «Money of the World» eran una medalla de recuerdo, diseñada por Aitken y acuñada por una prensa que operaba en la exposición de la Casa de la Moneda y grabados producidos por la Oficina de Grabado e Impresión, también in situ. Las ventas de la medalla fueron lentas, y Zerbe no tuvo monedas para vender hasta poco después del 8 de mayo de 1915, cuando se recibieron las monedas de medio dólar y dólar. Zerbe encontró las monedas difíciles de vender; Muchos compradores potenciales, enfrentados con una plétora de medallas, reproducciones de monedas de oro pioneras de la era de la fiebre del oro y otros artículos de una variedad de proveedores, no creían que sus monedas fueran productos oficiales del gobierno. Los funcionarios del Tesoro acordaron permitirle espacio para un vendedor en la exhibición de la Casa de la Moneda, y las dos denominaciones más bajas se vendieron allí, y se tomaron pedidos por las piezas de 50 $. Pronto, sin embargo, Zerbe dejó de vender el dólar de oro allí, y el resto de la feria estuvo marcada por el conflicto entre él y los representantes del Tesoro. Se ha alcanzado la asignación legal completa para cada denominación, Zerbe continuó con la venta de monedas en nombre de la exposición hasta al menos noviembre de 1916 y, en algún momento, se vendió una cantidad desconocida para satisfacer las necesidades futuras de su negocio de monedas. El resto se derritió por el Tesoro.
La Casa de la Moneda acuñó 1500 de cada una de las dos piezas de 50 $, más nueve extra de la octagonal y diez de la redonda, para ser enviadas a Filadelfia para esperar la reunión de 1916 de la Comisión de Ensayo anual, cuando estarían disponibles para inspección y pruebas. Zerbe había dispuesto cajas y vitrinas especiales. Un conjunto de cuatro denominaciones —con la elección del comprador de redondo u octogonal por los 50 $— costaba 100 $; un juego de cinco costaba 200 $. Slabaugh dijo que las colecciones de exhibición de cobre con dos de cada moneda habían costado 400 $, pero Swiatek, en su libro de 2011 sobre conmemorativas, indica que estas colecciones en realidad pudieron haber sido entregados a dignatarios, ya que no hay recibos de venta o correspondencia relacionada con ellos. Un conjunto de las tres denominaciones más pequeñas se vendió por 7 $, el medio dólar a 1 $, el dólar de oro a  2 $ o  2,25 $ —los precios pueden haber variado—,  y el cuarto de águila a 4 $ cada uno.

## Recolección y acuñaciones

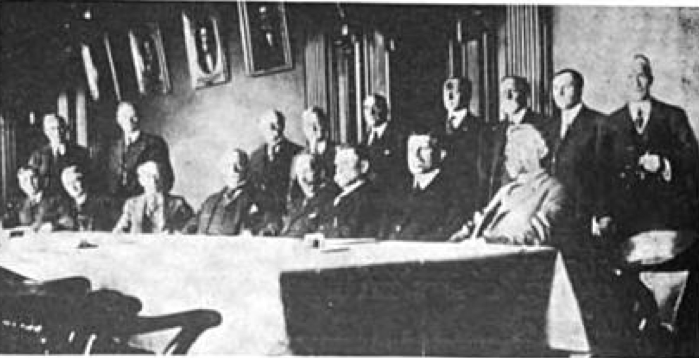
La Comisión de Ensayo de los Estados Unidos de 1916 se reunió el 9 y 10 de febrero de 1916 para analizar monedas de 1915. Entre los miembros y funcionarios de la Casa de la Moneda que se muestran están el director de la Casa de la Moneda Robert W. Woolley (cuarto desde la izquierda), grabador jefe Charles E. Barber (tercero desde la izquierda) y el superintendente de la Casa de Moneda de Filadelfia Adam Joyce (de pie a la derecha).

Se vendieron más piezas octagonales de 50 $ que redondas, ya que la primera resultó más popular debido a la asociación con la fiebre del oro, y porque a la gente le gustaban los delfines. Dado que la mitad de las 3000 monedas acuñadas autorizadas para las piezas de 50 dólares eran de cada variedad, tuvo que haber más monedas redondas enviadas de regreso a la Casa de la Moneda, lo que dejaría a las monedas redondas de 50 dólares con la distribución más baja de todas las monedas conmemorativas de EE. UU., alrededor de 483, el segundo lugar siendo el octogonal con alrededor de 645, aunque las fuentes varían en los números exactos distribuidos. Se sabe que el medio dólar y el dólar se acuñaron en diferentes metales; piezas que se cree se acuñaron para crear rarezas.
Las piezas de 50 $ se mantuvieron como las monedas estadounidenses de mayor denominación durante muchos años. En 1986, la Casa de la Moneda comenzó a producir las monedas americanas Gold Eagle, también con un valor nominal de 50 dólares. El récord se superó con la moneda americana Platinum Eagle con un valor nominal de 100 $, en 1997.
RS Yeoman publicó su libro A Guide Book of United States Coins, publicado en 2018, donde enumera el medio dólar Panamá-Pacífico entre 375 $ y 2500 $, según la condición. El dólar cotiza entre 525 $ y 1775 $ y el cuarto de águila entre 1550 $ y 6000 $. La pieza redonda de 50 $ cuesta entre aproximadamente 55 000 $ y 240 000 $, y la octagonal por entre 55 000 $ y 245 000 $, según la condición.
| Denominación     | Acuñación | Monedas de ensayo | Derretidas | Distribución neta |
| ---------------- | --------- | ----------------- | ---------- | ----------------- |
| Medio dólar      | 60 000    | 0–30              | 32 866     | 27 134            |
| Dólar de oro     | 25 000    | 34                | 10 000     | 15 000            |
| Cuarto de águila | 10 000    | 17                | 3251       | 6749              |
| 50 $ octagonal   | 1500      | 9                 | 855        | 645               |
| 50 $ redondo     | 1500      | 10                | 1017       | 483               |